# James Moffat
James Moffat, noto anche con lo pseudonimo di Richard Allen (Canada, 27 gennaio 1922 – Cheltenham, 8 novembre 1993), è stato uno scrittore britannico che ha scritto sotto svariati pseudonimi.

## Biografia
Ha prodotto numerosi romanzi pulp per la casa editrice britannica New English Library nel corso degli anni settanta. Fra gli pseudonimi di Moffat figurano Richard Allen, Etienne Aubin (The Terror of the Seven Crypts) e Trudi Maxwell (Diary of A Female Wrestler). I romanzi pulp di Moffat sono incentrati prevalentemente sulle subculture giovanili degli anni sessanta e '70, come skinhead, hippy e bikers. In particolare ha scritto una serie di libri molto popolari e commercialmente di successo che hanno come protagonista il suo personaggio più famoso: l'antieroe skinhead Joe Hawkins.
L'opera completa di Richard Allen è stata ristampata in una collezione di sei volumi editi dalla ST Publishing negli anni '90. Nel 1996 la BBC trasmette un documentario televisivo sulla sua vita: Skinhead Farewell. Lo stile di scrittura e l'effetto sensazionalista degli scritti di Allen sono stati successivamente ripresi dallo scrittore Stewart Home.